# Matthew Heineman
 (octobre 2021).
Si vous disposez d'ouvrages ou d'articles de référence ou si vous connaissez des sites web de qualité traitant du thème abordé ici, merci de compléter l'article en donnant les références utiles à sa vérifiabilité et en les liant à la section « Notes et références ».
Pour les articles homonymes, voir Heineman.
Pour les articles homonymes, voir Heinemann.
Matthew Heineman, né le 30 novembre 1983 à Washington, est un réalisateur et documentariste américain.

## Biographie
Issu d'une famille juive américaine, Matthew est le fils de Cristine Russell, journaliste scientifique, et de Ben Heineman, juriste. Il passe son enfance et fait ses études primaires et secondaires dans l’État du Connecticut. Après avoir obtenu en 2005 un diplôme d'histoire à l'université privée de Dartmouth College, il se destine à l'enseignement mais sa candidature est refusée.
Après cet échec, il entreprend un grand voyage de trois mois sur les routes à travers les États-Unis avec des amis d'études. À l'aide d'une caméra vidéo, il enquête sur les jeunes de tous milieux de son temps, essayant de trouver de quoi sa génération est faite. Ce travail donne un long-métrage documentaire en 2009, Our Time, et surtout, une nouvelle orientation féconde à sa vie professionnelle[réf. nécessaire].

### Travail
Tout en continuant le montage de Our Time, il est parallèlement embauché par HBO pour travailler deux ans sur The Alzheimer’s Project, une série documentaire diffusé en 2009 également. Repris par CNN, cette série est distinguée par le New York Times en 2012.
En 2012, Heineman coréalise un documentaire long-métrage sur le système de santé américain et ses travers : Escape Fire fait sa première au festival du film de Sundance. Son intention est non seulement de soulever des problèmes mais aussi de tenter de trouver des solutions. Ce film est nommé pour le Grand Prix jury de Sundance 2012 et reçoit quelques récompenses dont les droits humains, les problèmes sociaux, réalisations remarquables de documentaires, etc.
La première à Sundance en 2015 de Cartel Land dénote une nouvelle facette de son intérêt pour les problèmes de société : les trafiquants de drogue mexicains, leurs exactions et les réactions d'autodéfense qu'elles suscitent dans la population. Ainsi, il décrit les milices armées qui affrontent les gangs dans des batailles rangées et la police dans des incidents occasionnels. Ce sujet lui est suggéré par un article de journal lu à New York sur les gangs de trafiquants et les milices de citoyens vigilants qui les combattent.
En 2017, City of Ghosts s'inspire de la vie d'un groupe d'activistes anonymes se nommant Raqqa est massacrée en silence quand une partie de la Syrie tombe sous le joug de l'État islamique à partir de 2012. Le film raconte la vie de journalistes témoins des exactions de l'EI et qui mènent une vie clandestine, sont en fuite ou contraints à l'exil.
Sorti fin 2018, Private War est un film biographique dramatique qui relate la vie et la mort de la journaliste de guerre américaine Marie Colvin. Elle est interprétée par l'actrice britannique Rosamund Pike qui est nommée pour le Golden Globe de la meilleure actrice.

## Filmographie partielle

### Comme réalisateur
- 2006 : Overcoming the Storm (vidéo)
- 2009 : Our Time
- 2012 : Escape Fire: The Fight to Rescue American Healthcare
- 2015 : Cartel Land
- 2016 : The Third Man
- 2017 : City of Ghosts
- 2018 : Private War (A Private War)
- 2020 : The Boy from Medellin

## Récompenses et distinctions
- 2012 : New York Times Critics Pick pour Escape Fire